# Andamanenrupsvogel
De andamanenrupsvogel (Coracina dobsoni)  is een zangvogel uit de familie Campephagidae (rupsvogels). Deze vogel is genoemd naar de Ierse zoöloog George Edward Dobson (1848-1895).

## Verspreiding
Deze vogel is endemisch op de Andamanen.

## Status
De grootte van de populatie is in 2017 geschat op 2500-10.000 volwassen vogels. Dat is een kleine populatie en de aantallen nemen af door habitatverlies. Op de Rode lijst van de IUCN heeft deze soort daarom de status gevoelig.